# William Coulter

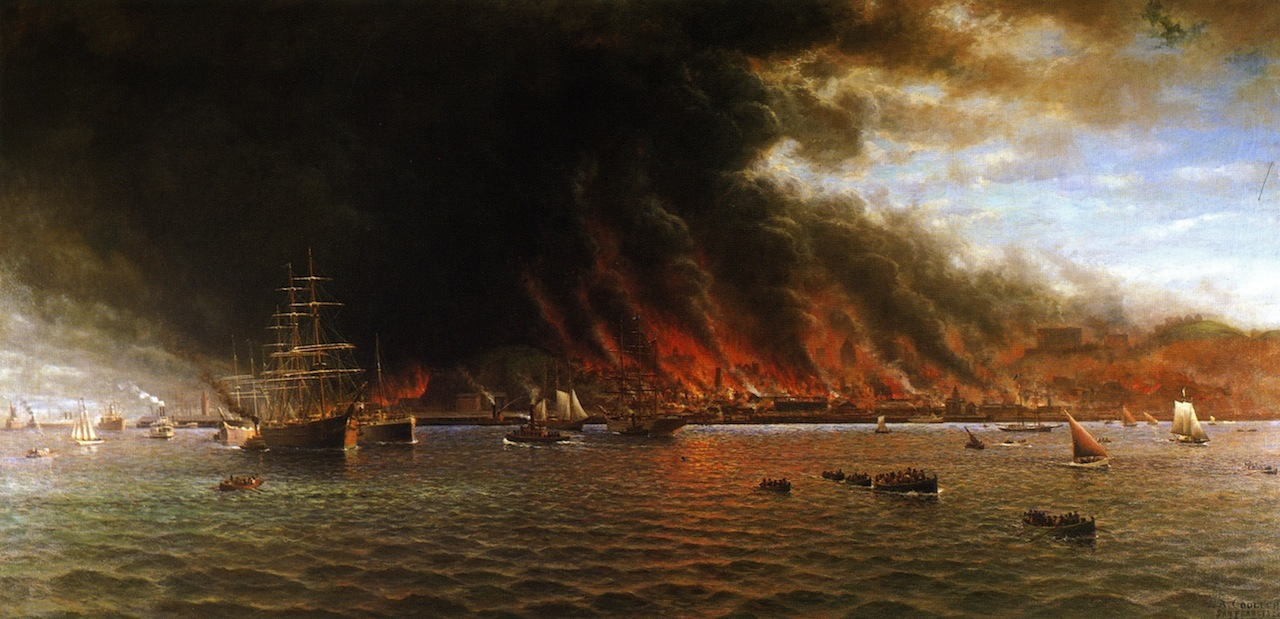
Ewakuacja morska płonącego San Francisco, 1906

William Alexander Coulter (ur. 7 marca 1849 w Glenariff, zm. 13 marca 1936 w Sausalito (Kalifornia)) – amerykański malarz i ilustrator.

## Życiorys
Urodził się w Glanariff w Irlandii, w młodości był marynarzem. W San Francisco zamieszkał w 1869 i wystawiał w San Francisco Art Association. W latach 1896–1906 publikował rysunki w miejscowej prasie. Poruszał niemal wyłącznie tematykę marynistyczną. Ilustrował przemiany zachodzące w żegludze i przemyśle morskim na przełomie XIX i XX w. Jego prace są eksponowane m.in. w Oakland Museum, Maritime Museum (San Francisco), United States Merchant Marine Academy (Kings Point) i California Historical Society.
W 1943 jeden ze statków transportowych typu Liberty nazwano SS William A. Coulter.